# Ein Stern geht auf
Ein Stern geht auf (Originaltitel: A Star Is Born) ist ein US-amerikanischer Spielfilm von William A. Wellman mit Janet Gaynor und Fredric March aus dem Jahr 1937. Der Film basiert teilweise auf What Price Hollywood? aus dem Jahr 1932 und wurde später noch dreimal neuverfilmt.

## Handlung
Esther Blodgett lebt mit ihrer Familie in North Dakota, träumt allerdings von einer Karriere als Filmstar in Hollywood. Ihre Tante verspottet sie dafür, doch Esthers Großmutter ermutigt sie dazu, ihren Träumen zu folgen, und finanziert die Reise ihrer Enkeltochter nach Hollywood.
Sie landet dort allerdings auf dem harten Boden der Realität, selbst an Statistenrollen kann sie nicht herankommen, da es zu viel Konkurrenz gibt. Esthers Freund und Zimmernachbar in ihrer Pension, der Regieassistent Danny, verschafft ihr einen kleinen Job als Kellnerin auf einer Hollywoodparty. Hier trifft sie den von ihr schon immer angehimmelten Filmstar Norman Maine, der allerdings ein Alkoholiker ist, dessen Eskapaden nur mühsam vor der Presse verborgen werden können. Norman verliebt sich in sie und erkennt vor allem ihr Talent. Durch seine Hilfe darf Esther eine Probeaufnahme bei dem Produzenten Niles machen und kommt so zu einem Studiovertrag, der ihr erste kleine Rollen bringt. Esther muss Stimm- und Positurunterricht nehmen, ihr Aussehen wird verändert, und schließlich erhält sie den attraktiver klingenden Künstlernamen Vicki Lester.
Als keine passende weibliche Hauptdarstellerin für Normans neuen Film gefunden werden kann, kommt er auf Vicki zurück und überzeugt Niles, sie trotz geringer Erfahrung zu besetzen. Der Film wird ein großer Erfolg und macht Vicki zu einem neuen Star. Die beiden heiraten und das Glück scheint perfekt. Doch obwohl Norman für Vicki auf Alkohol verzichtet hat, waren seine letzten Schauspielleistungen dürftig und sein Stern ist bereits im Sinken begriffen. Nach einigen Flops kündigt Niles ihm, und Normans Karriere ist am Ende.
Während Vicki von Erfolg zu Erfolg eilt, fängt der alleine in der Villa herumsitzende und von seiner jungen Frau in den Schatten gestellte Norman wieder an zu trinken. Als Vicki einen Oscar erhält, blamiert der völlig betrunkene Norman sich mit einer improvisierten Rede. Auch Niles’ freundschaftliches Angebot, eine Nebenrolle zu spielen und so wieder Arbeit zu haben, schlägt er aus Stolz aus. Norman versucht, in einem Sanatorium wieder vom Alkohol loszukommen, doch der Spott und die Häme seiner einstigen Kollegen und Freunde über ihn treiben ihn wieder zum Trinken.
Als Norman wegen betrunkenen Fahrens zu 90 Tagen Haft verurteilt werden soll, kann Vicki das nur knapp mit einer eindringlichen Bitte an den Richter verhindern. Fortan hat sie offiziell das Sorgerecht für ihren Mann und will dafür ihre Schauspielkarriere aufgeben. Als Norman dies erfährt und sie über das Ende ihres Traumes weinen hört, scheidet er freiwillig aus dem Leben. Die am Boden zerstörte Vicki will daraufhin in ihre Heimat zurückkehren, ihre Großmutter überzeugt sie allerdings davon, dass Norman gewollt hätte, dass sie ihren Traum weiter verfolgen kann. Als Vickis erster Film nach Normans Tod am Grauman’s Chinese Theatre Premiere hat, begrüßt sie am Mikrophon einer Radioübertragung ihre Fans mit den Worten: „Hallo zusammen. Hier ist Mrs. Norman Maine.“ ("Hello everybody. This is Mrs. Norman Maine.").

## Hintergrund
Produzent David O. Selznick hatte bereits 1932, noch während seiner Zeit bei RKO Pictures, mit Constance Bennett einen vergleichbaren Plot gedreht: What Price Hollywood? handelte ebenfalls über den Aufstieg einer Unbekannten durch die Ehe mit einer erfolgreichen Person aus Hollywood, die allerdings unter Alkoholproblemen leidet. Selznick beschäftigte die Idee eines Remakes, seitdem er sich 1936 mit Selznick International Pictures selbständig gemacht hatte und er versuchte lange, ein geeignetes Drehbuch zu bekommen. Nach etlichen Querelen und den üblichen seitenlangen Memos, für die er berühmt und berüchtigt war, stand eine Version, die den Fokus mehr auf den Aufstieg der jungen Frau und weg von der Tragik des fallenden Stars lenkte. Neben Hauptregisseur William A. Wellman führte Jack Conway bei einigen kleineren Sequenzen Regie, erhielt dafür allerdings keine Nennung im Vorspann.
Inspiriert wurde der Film von gefallenen Stummfilmstars wie John Gilbert und John Bowers, die beide 1936 nahezu vergessen unter traurigen Umständen starben. So änderte Selznick auch den Grundcharakter der männlichen Hauptfigur, der in der ursprünglichen Version noch ein Regisseur war, hin zu einem ehemals gefeierten Schauspieler. Dabei bekam die Figur mehr als nur einen Charakterzug von John Barrymore. Die Beziehung zwischen den beiden Hauptfiguren soll auch von der turbulenten Ehe zwischen Barbara Stanwyck und dem Entertainer Frank Fay inspiriert worden sein. In einer Nebenrolle als Regisseur ist in A Star is Born auch der Stummfilmstar Owen Moore zu sehen, der ebenfalls an Bekanntheit verloren hatte und unter Alkoholproblemen litt. Für Moore war es die letzte Rolle, er starb nur zwei Jahre später.
Die Besetzung der Hauptrollen war nicht ganz einfach. Während man sich noch relativ schnell auf March einigen konnte, war die weibliche Darstellerin schwerer zu finden. Selznick hatte zunächst an Elisabeth Bergner gedacht, dann jedoch Margaret Sullavan favorisiert. Schließlich kam er auf Janet Gaynor, deren Karriere seit 1934 kontinuierlich im Abnehmen war. Selznick ließ den Film in Technicolor drehen.
Das Budget des Filmes war mit 1.200.000 US-Dollar für damalige Verhältnisse relativ hoch, an den Kinokassen spielte er mit fast 2.400.000 US-Dollar eine für die damalige Zeit hohe Summe ein. Damit war es einer der ersten erfolgreichen Filme des vierten Technicolor-Verfahrens.
In Österreich kam der Film 1937 unter dem Titel Ein Stern ist geboren in den Verleih.
Es folgten 1954 mit Ein neuer Stern am Himmel mit Judy Garland und James Mason, 1976 unter dem Titel A Star Is Born mit Barbra Streisand und Kris Kristofferson, und 2018 mit A Star Is Born mit Lady Gaga und Bradley Cooper weitere Verfilmungen des Themas. In allen drei Neuverfilmungen wurde die weibliche Hauptfigur zur Sängerin gemacht, um der Hauptdarstellerin jeweils die Chance zu Gesangseinlagen zu geben.

## Synchronisation
| Rolle                                   | Deutscher Sprecher (Synchronfassung 1982) |
| --------------------------------------- | ----------------------------------------- |
| Esther Victoria Blodgett / Vicki Lester | Alexandra Lange                           |
| Norman Maine                            | Claus Biederstaedt                        |
| Oliver Niles                            | Herbert Stass                             |
| Großmutter Lettie                       | Tina Eilers                               |
| Danny McGuire                           | Andreas Mannkopff                         |
| Matt Libby                              | Klaus Sonnenschein                        |
| Casey Burke, Regisseur                  | Horst Schön                               |
| Miss Phillips, Statistenbüro            | –                                         |
| Anita Regis                             | –                                         |
| Pop Randall, Vermieter                  | –                                         |
| Tante Mattie                            | Ursula Diestel                            |
| Esthers Vater (Mr. Bludgett)            | Manfred Grote                             |
| Artie Carver                            | Jochen Schröder                           |
| Billy Moon                              | Horst Gentzen                             |
| Nachtrichter (Richter Parris)           | Heinz Petruo                              |
| Gerichtsdiener                          | Horst Gentzen                             |
| Lieferjunge                             | –                                         |
| Oscar-Präsentator                       | Christian Rode                            |
| Insert-Sprecher                         | Norbert Langer                            |

## Kritiken
Nach Auswertung von 16 Kritiken weist Rotten Tomatoes eine positive Kritikerwertung von 100 % für Ein Stern geht auf aus. Das Heyne Filmlexikon schrieb 1999 über A Star is Born: „Satirische Abrechnung mit dem Filmgeschäft, das zu Unrecht weniger Popularität genießt als Cukors Remake aus dem Jahre 1954.“ Der Filmdienst urteilt, der Film sei „in den satirischen Seitenhieben auf den Moloch Hollywood überzeugender als in den melodramatischen Sequenzen“. Dennoch sei Ein Stern geht auf „ein sehenswerter Unterhaltungsfilm des klassischen Hollywood-Kinos, mit Sorgfalt und Geschmack inszeniert.“

## Auszeichnungen
Auf der Oscarverleihung 1938 erhielt der Film insgesamt sieben Nominierungen und gewann einen der Preise:
- Beste Originalgeschichte – William Wellman – gewonnen
- Bester Film
- Bester Hauptdarsteller – Fredric March
- Beste Hauptdarstellerin – Janet Gaynor
- Beste Regie – William Wellman
- Beste Regieassistenz – Eric Stacey
- Bestes adaptiertes Drehbuch – Dorothy Parker, Alan Campbell, Robert Carson

Darüber hinaus erhielt W. Howard Greene einen Ehrenoscar für seine Farbaufnahmen.